# Megaselia bella
Megaselia bella är en tvåvingeart som först beskrevs av Charles Thomas Brues 1905.  Megaselia bella ingår i släktet Megaselia och familjen puckelflugor. Inga underarter finns listade i Catalogue of Life.